# Mîkolaiivka, Șîroke
Mîkolaiivka (în ucraineană Миколаївка) este o așezare de tip urban din raionul Șîroke, regiunea Dnipropetrovsk, Ucraina. În afara localității principale, mai cuprinde și satele Karpivka, Rozivka, Șîroka Dacea, Tîhîi Stav, Țvitkove, Vîșneve și Zelenîi Hai.

## Demografie
Componența lingvistică a așezării de tip urban Mîkolaiivka
     Ucraineană (92,49%)
     Rusă (6,52%)
     Alte limbi (0,99%)
Conform recensământului din 2001, majoritatea populației așezării de tip urban Mîkolaiivka era vorbitoare de ucraineană (92,49%), existând în minoritate și vorbitori de rusă (6,52%).